# Caccobius himalayanus
Caccobius himalayanus är en skalbaggsart som beskrevs av Henri Jekel 1872. Caccobius himalayanus ingår i släktet Caccobius och familjen bladhorningar. Inga underarter finns listade.